# Piotr Radowski
Piotr Radowski (ur. 14 stycznia 1946 w Łodzi) – inżynier mechanik, działacz opozycyjny w PRL, działacz polonijny w Austrii, działacz społeczny w III RP.

## Życiorys

### Okres życia w Kraju
Drogę zawodową rozpoczął pracując jako tokarz, ślusarz, nastawiacz maszyn. Po ukończeniu Technikum Mechanicznego podjął pracę jako konstruktor w Zakładzie Odlewniczym „Polmatex – Wifama” w Łodzi. W 1976 r. rozpoczął Studia dla Pracujących na Wydziale Mechanicznym Politechniki Łódzkiej. Za znaczące gospodarczo osiągnięcia w dziedzinie wynalazczości został zwolniony z obowiązku zdawania egzaminu wstępnego.
Po wprowadzeniu w Polsce stanu wojennego w grudniu 1981 r. aresztowany i internowany w więzieniach w Sieradzu i Łowiczu do czasu załatwienia formalności związanych z emigracją z Kraju na stałe. W trakcie pobytu we więzieniu skreślony z listy studentów. We wrześniu 1982 r. przybył wraz z rodziną do Austrii, gdzie uzyskał azyl polityczny.

#### Działalność społeczno-polityczna
Działacz Konfederacji Polski Niepodległej, współzałożyciel Łódzkiego Komitetu Obrony Więzionych za Przekonania. Współzałożyciel i członek Tymczasowej Komisji Zakładowej NSZZ „Solidarność” w zakładzie, w którym pracował jako konstruktor. Redaktor techniczny Biuletynu Informacyjnego Komitetu „Obrona” oraz Biuletynu Zakładowego.

### Emigracja
Po przybyciu do Austrii został skierowany, niezgodnie z przedwyjazdowym ustaleniem w Ambasadzie Austriackiej w Warszawie, do obozu dla uchodźców w Traiskirchen. W obozie przebywał wraz z rodziną do 1986 roku. W latach 1983–1986 pracował jako betoniarz w jednej z podwiedeńskich betoniarni. Od 1987 roku pracował jako konstruktor kolejno w kilku firmach związanych z branżą metalową. Od 1990 r. współpracował, w ramach obowiązków służbowych, z kilkunastoma polskimi zakładami produkcyjnymi, wśród, których są: Łódzkie Zakłady Radiowe Fonica, „Polmo – Praszka”, „Wifama”, „Automet”, „Artgos”. W 1986 r. otrzymał obywatelstwo austriackie. Po zniesieniu wiz między PRL i Austrią zdał egzamin rehabilitacyjny i podjął przerwane studia na Politechnice Łódzkiej, a w styczniu 1993 roku uzyskał tytuł inżyniera mechanika.

#### Działalność społeczno-polityczna
Od samego początku pobytu w Austrii organizował pomoc dla działaczy opozycji w PRL. Po wznowieniu zagranicznej działalności Konfederacji Polski Niepodległej w 1984 r. został mianowany przedstawicielem i prowadził Terytorialne Zagraniczne Biuro KPN w Austrii. Od roku 1989 jest wiceprezesem, a potem prezesem Polsko-Austriackiego Klubu Informacji i Kultury „Sierpień '80”. Jest wieloletnim członkiem zarządu Wspólnoty Polskich Organizacji w Austrii – „Forum Polonii”. W latach 1999–2001 sprawował funkcję prezesa zarządu w „Forum Polonii”. Jest autorem wielu inicjatyw polonijnych o zasięgu lokalnym – Rada Prezesów, Komisje Robocze, a także o zasięgu europejskim i światowym – Integracyjne Spotkania Europejskich Grup Polonijnych, Odrębny Okręg wyborczy dla Polaków Zamieszkałych poza Granicami Kraju. W 2005 r. bez sukcesu kandydował do Parlamentu Europejskiego z łódzkiej listy Narodowego Komitetu Wyborczego Wyborców pod hasłem „Głos Polski w Europie”. Komitet Wyborczy nie uzyskał wymaganej liczby głosów.
W latach 2011–2022 wiceprezes Związku Weteranów Trzeciej Konspiracji 1956–1989. Członek komitetu honorowego Centrum Ścigania Zbrodniarzy Komunistycznych i Faszystowskich. Posiada status działacza opozycji antykomunistycznej oraz osoby represjonowanej z powodów politycznych.

### Nagrody i wyróżnienia
- 1964: Mistrz I-ego Kroku Bokserskiego w Łodzi w wadze średniej.
- 1973: Nagroda w Turnieju Młodych Mistrzów Techniki.
- 2002: Wyróżnienie wydawanego w Norwegii miesięcznika „Kronika”.
- 2004: Nagroda Tygodnika „Nasza Polska”.
- 2005: Medal 25-lecia Powstania NSZZ „Solidarność”.
- 2007: Krzyż Oficerski Orderu Zasługi Rzeczypospolitej Polskiej[1].
- 2016: Odznaka honorowa „Działacza opozycji antykomunistycznej lub osoby represjonowanej z powodów politycznych”
- 2016: Krzyż Wolności i Solidarności[2]
- 2018: Odznaka „Za Zasługi dla Miasta Łodzi”[3][4]
- 2021: Odznaka Honorowa za Zasługi dla Województwa Łódzkiego[5]
- 2022: Medal Stulecia Odzyskanej Niepodległości[6]